# 진정구
진정구(陳正九, 1964년 10월 21일 ~ )는 대한민국의 정무직 공무원이다. 경상남도 하동군 악양면에서 태어났으며,  부산남고등학교를 졸업하고 부산대학교에 진학하였다. 1988년에는 입법고등고시에 수석으로 합격하여 그해 8월 16일 국회사무처에서 행정사무관으로 공직생활을 시작하였다.
국회사무처에 재직하는 동안 법제실 경제법제심의관, 기획조정실장, 법제사법위원회 전문위원, 국회운영위원회 수석전문위원, 국회정무위원회 수석전문위원을 역임하고 2016년 차관급인 입법차장으로 승진하였으며, 국회사무총장 직무대행을 거친 후 2018년 퇴임하였다.
퇴임 후에는 법무법인 광장 고문과 호텔신라 사외이사로 재직하고 있고, 서울대학교 부산대학교와 연세대학교에서 국회입법과정론을 강의하고 있다. 저서로는 공직선거법(1995년), 의회용어사전(1996년, 공저), 알기쉬운 공직선거법(2021년) 등이 있다.

## 학력
- 1986년 : 부산대학교 행정학과 학사
- 1998년 : 국방대학교 국방관리학 석사
- 2001년 : 펜실베이니아 주립 대학교 대학원 정책학 석사
- 2013년 : 중앙대학교 대학원 행정학 박사(박사학위 논문: "국회신뢰와 그 영향요인에 관한 연구")

## 경력
- 1988년 : 제8회 입법고등고시 합격
- 1988년 ~ 2001년 : 국회사무처 내무위원회, 재정경제위원회, 법제사법위원회 입법조사관
- 2001년 8월 ~ 2004년 8월 : 국회사무처 기획조정실 행정법무과장
- 2004년 8월 ~ 2007년 8월 : 국회사무처 미주(뉴욕)주재관
- 2007년 8월 ~ 2009년 1월 : 국회사무처 법제실 경제법제심의관
- 2009년 1월 ~ 2011년 1월 : 국회사무처 법제사법위원회 전문위원
- 2011년 1월 ~ 2013년 1월 : 국회사무처 기획조정실장
- 2013년 1월 ~ 2014년 1월 : 국회운영위원회 수석전문위원
- 2014년 1월 ~ 2016년 8월 : 국회정무위원회 수석전문위원
- 2016년 8월 ~ 2018년 7월 : 국회사무처 입법차장(2017년 10월 국회사무총장 직무대행)
- 2019년 1월 ~ 2019년 12월 : 서울대학교 행정대학원 객원교수
- 2019년 1월 ~ 2020년 12월 : 부산대학교 특임교수
- 2019년 1월 ~  : 법무법인 광장 고문
- 2020년 1월 ~  : 연세대학교 법무대학원 겸임교수
- 2022년 1월 ~  : 진실화해를위한과거사정리위원회 자문위원
- 2022년 3월 ~  : 호텔신라 사외이사
- 2023년 1월 ~  : 제주특별자치도의회 운영제도개선자문위원